# 褚树青
褚树青（1963年—）杭州人，2000年至今任杭州图书馆馆长，为杭州市政协常委。

## 简介
褚树青出身于军人家庭，童年时期因喜欢看书，被母亲送到杭州图书馆儿童分馆做义务服务员，从此与图书馆结下缘分。1981年被分配到杭州图书馆工作。1985年开始跟随老先生从事古籍整理工作，曾得到著名古籍版本目录学专家、上海图书馆名誉馆长顾廷龙先生的指导，后来褚树青也成为一名古籍管理行家。
1998年担任杭州图书馆副馆长；2000年经公开招聘选拔为图书馆馆长。他于2003年在中国同行中首先推出免证阅览制度，任何人进杭州图书馆借阅书籍都不需要证件和费用（外借除外）。
目前他是杭州市政协常委，担任浙江省图书馆学会学术委员会副主任兼古籍版本与地方文献分委会主任，负责浙江省古籍整理、保护、研究和开发指导工作。
褚树青认为，公共图书馆本质上有为弱势群体服务的属性，“对于弱势群体而言，图书馆可能是唯一可以消弭与富裕阶层之间在知识获取上鸿沟的一个重要机构。”